# Stemma di Turks e Caicos

Stemma delle isole Turks e Caicos

Lo stemma di Turks e Caicos fu adottato nel 1965.
Esso consiste di uno scudo di colore giallo contenente una conchiglia, un'aragosta e un cactus. Lo scudo è sostenuto da due fenicotteri rosa posti alla sinistra e alla destra dello stesso. Sulla sommità è un elmo con sopra un pellicano, avvolto da due piante di agave sisalana, come simbolo dell'industria della corda.
Lo scudo giallo con la conchiglia, l'aragosta e il cactus è presente anche sulla bandiera.